# Leah Hirsig
Lea (Leah) Hirsig (9 de Abril de 1883 – 22 de Fevereiro de 1975), foi uma Suíça-Americana, nomeadamente associada com o ocultismo de Aleister Crowley

## Início da sua vida
Hirsig nasceu em uma família de nove irmãos, na Suíça. No entanto, eles se mudaram para a América quando ainda era uma criança, e ela cresceu em Nova York.

## Ocultismo
Em 1919, depois de procurar Aleister Crowley devido ao seu interesse pelo ocultismo, ela foi consagrada com sua Babalon ou "Mulher Escarlate", tomando o nome de "Alostrael", "o útero (o santo cálice - Graal) de Deus".
Ela ajudou a fundar a Abadia de Thelema de Crowley em Cefalù, Itália. Do seu tempo, Frater Hippokleides (2003) escreve:
Na abadia, Hirsig foi fundamental na orientação Crowley, o Profeta do Novo Aeon, para uma compreensão mais profunda da Lei da Thelema. Num momento de desespero, Crowley escreveu: "O que realmente me puxou do buraco, foi a coragem, sabedoria, compreensão e iluminação divina dela. Uma e outra vez, ela bateu em minha alma que eu possa entender o caminho dos Deuses... Não devemos olhar para o passado morto, ou jogar com o futuro sem forma, temos de viver inteiramente no presente, totalmente absorvido na Grande Obra, desembaraçado de propósitos, livres da ânsia de resultados ".
Só assim poderá ser pura e perfeita.
O papel de Hirsig foi de aprendiz de Crowley e atingiu  o seu auge na primavera de 1921, quando ela presidiu a realização do grau de Ipsissimus, a única testemunha do evento.
Em Junho de 1924, enquanto "Mulher Escarlate", permaneceu fiel a Crowley durante a problemas como a do dinheiro e cirurgias dolorosas para seus sintomas de asma, os dois encontraram o seu relacionamento e era um sofrimento. Ela escreveu em seu diário que a sua "voz rasgante tão abalada, que eu queria gritar." Depois de alguns meses, Crowley rompeu com o relacionamento, apresentando Hirsig com um novo "Mulher Escarlate" com o nome de Dorothy. Olsen.

## Após Crowley
Hirsig passou o inverno em Paris. Os seus problemas financeiros continuaram, embora na Biógrafo Sutin de Crowley, rejeita a afirmação dos escritores que, desde o início, que ela trabalhava como prostituta. Ela continuou a trabalhar para Crowley e da publicação/divulgação da Thelema, pelo menos, três anos.
Hirsig viria mais tarde, rejeitar o estatuto de Crowley como um profeta, ainda reconhecendo a Lei de Thelema. Em última análise, ela voltou ao seu trabalho como professora na América. John Symonds, "o biógrafo mais hostil de Crowley," reivindicou encontrar rumores para Hirsig se converter ao Catolicismo Romano.

## Morte
Leah Hirsig faleceu em 1975, em Meiringen, Suíça.